# Igor' Nikolaevič Smirnov
Igor' Nikolaevič Smirnov (in russo Игорь Николаевич Смирнов?; Petropavlovsk-Kamčatskij, 23 ottobre 1941) è un politico russo, ex presidente della non riconosciuta Repubblica Moldava della Transnistria, carica che ha ricoperto dall'autoproclamazione di indipendenza della regione sino al 2011.

## Biografia
È nato a Petropavlovsk-Kamčatskij, Unione Sovietica (attuale Federazione Russa) durante la seconda guerra mondiale. Figlio di Nikolaj Stepanovič, impiegato nell'apparato del Partito Comunista Sovietico e di Zinaida Grigor'evna Smirnova, giornalista ed editrice di un giornale. Quando il padre fu promosso ad una posizione più rilevante nel partito la famiglia si trasferì da Petropavlovsk-Kamčatskij nella Repubblica Socialista Sovietica Ucraina da poco liberata dall'Armata Rossa. Qui la famiglia condusse una vita agiata grazie ai successi politici del padre che raggiunse la posizione di Segretario generale del comitato del rajon di Golopristanskij.
Nel 1952 però il padre fu arrestato per irregolarità nella distribuzione delle forniture fra le fattorie collettive del rajon. Fu condannato a 15 anni di lavori forzati seguito da un esilio interno di 5 anni. In quanto famiglia di un "nemico del popolo" la vita per Zinaida Grigor'evna e i suoi tre figli Vladimir, Oleg e Igor' divenne difficoltosa.
In seguito alla morte di Iosif Stalin nel 1953 Nikolaj Stepanovič fu rilasciato e la famiglia poté riunirsi nella Russia centrale, nei pressi degli Urali dove Nikolaj Stepanovič diresse una scuola primaria e Zinaida Grigor'evna divenne editore di un giornale locale del Komsomol.

### Carriera professionale
Nel 1959 Igor' Smirnov iniziò a lavorare per la fabbrica metallurgica Zlatoust, poco dopo tornò però in Ucraina per collaborare alla costruzione di una centrale idroelettrica nella città di Nova Kachovka (Oblast' di Cherson).
Smirnov mostrò un grande entusiasmo per lo stile di vita sovietico, proseguiva gli studi nel fine settimana e partecipava attivamente a numerose iniziative sportive e culturali. Nei primi anni sessanta incontrò e sposò la giovane ingegnere Žannetta Nikolaevna Lotnik, prestò servizio nell'Armata Rossa dal 1963 al 1966 come secondo tenente. Nel 1963 Smirnov si iscrisse al PCUS e, tornato alla vita civile, lavorò come organizzatore di Komsomol (komsorg).
Rientrato dal servizio militare proseguì i corsi per corrispondenza iniziati nei primi anni sessanta fino ad ottenere un diploma dall'istituto meccanico Zaporižžja nel 1974 Nel frattempo, dall'officina scalò la gerarchia della fabbrica di macchinari Nova Kachovka in cui era impiegato e divenne assistente alla direzione di una delle officine. Dopo il diploma continuò ad essere promosso e divenne direttore, assistente al responsabile innovazione e nuove tecnologie della fabbrica e infine assistente alla direzione.
Non fu nominato direttore quando questa posizione divenne vacante nel 1987 ma gli venne assegnata la direzione del gruppo “Elektromaš” nella città moldava di Tiraspol. Nel breve arco di due anni Smirnov si trovò alla guida del governo cittadino come presidente del soviet di Tiraspol.
Per il suo fare rude e sbrigativo si guadagnò l'appellativo di sceriffo.
Dall'anno successivo fu alla guida dell'embrionale (e non riconosciuta) Repubblica Sovietica Socialista di Transnistria dal 2 settembre 1990 sino al 2011, anno in cui venne battuto dallo sfidante politico Evgenij Ševčuk.